# Ороним
Оро́ним (от греч. ὄρος «гора» + ὄνομα «имя, название») — собственное название любого объекта рельефа земной поверхности: как выпуклого (гора, горный хребет, холм), так и вогнутого (долина, овраг, впадина, ущелье, котлован), то есть любого орографического объекта; класс топонима. Нередко в литературе ошибочно суживают содержание термина «ороним» только названиями гор и хребтов. Совокупность оронимов именуется оронимией, примеры: оронимия Белоруссии, оронимия Крыма.
Закономерности возникновения, развития и функционирования оронимов изучает оронимика — подраздел топонимики.
Примеры оронимов: гора Эльбрус, Алайская долина, Заалайский хребет, Русские горы, Домбайская поляна, Долгая щель, Боровицкий холм, Воробьёвы горы.